# ギルバート&ジョージ
ギルバート&ジョージ（Gilbert and George）はイギリスの美術家。ギルバート・プロッシュ（Gilbert Prousch、イタリア出身、1943年9月17日 - ）とジョージ・パサモア（George Passmore、イギリス出身、1942年1月8日 - ）の二人組であり、常にペアで創作活動をしているため、"ギルバート&ジョージ"として知られている。風変わりで時に攻撃的な作品から、常に物議を醸している現代美術家である。
ギルバートはイタリアのボルツァーノ自治県サン・マルティーノ・イン・バディーア出身で、オーストリアとミュンヘンでアートを学んだ後にイギリスに渡った。ジョージはイングランドのプリマス生まれ。二人はロンドン芸術大学のセントラル・セント・マーチンズで彫刻を学んでいる時に出会った。二人はゲイのカップルだと言われているが、プライベートは明かさないので定かではない。
ジョージ&ギルバートはパフォーマンス・アーティストとして知られている。彼らの学生時代の作品として"The Singing Sculpture"（歌う彫刻）があるが、これは自分自身を金箔で覆い、Flanagan and Allenの曲に合わせて何時間もテーブルの上でマイムをするというものであった。ギルバートとジョージはパフォーマンスなど作品発表や公衆の場に現れる際はいつも同じようなビジネス・スーツを着て、ほとんどいつも二人一緒に行動している。スーツはイギリス人らしさであると同時に、普通の人の普通の生活の象徴でもある。2人のすることはすべてアートだという事で、自分自身を生きる彫刻、"living sculptures"と称している。
パフォーマンスアートだけでなく、写真・ビデオ・ドローイングも制作している。特にフォト・モンタージュをよく制作しており、1970年代にはモノクロ写真を多用していたが、1980年代ころからは非常に鮮やかな色使いをはじめており、格子がはまったステンドグラスのように黒い線をかぶせてある巨大な作品群は有名。モデルは花や手足、ストリートの若者達、不良少年、知人達のほか、ビジネス・スーツ姿の彼ら自身はほとんどの作品に登場する。これらがステンドグラスのような大画面に、聖者たちのように配されている。
彼らの作品の一部は、大衆にショックを与えた。ヌードや性行為を描写したもの、さらには排泄物のイメージを使用したものまであるからである。"Naked Shit Paintings"（1995年）のようなタイトルもメディアの反発を起こすようなものである。1986年、彼らはスキン・ヘッドなどを含む、ロンドンのイースト・エンドのラフな少年達を美化するような作品シリーズを作ったこと、さらにその中のアジア系の少年の写真をあしらった作品に"Paki"(Pakiという語自体はパキスタン人ならびに中東の人物に対する侮辱的な呼び方)というタイトルをつけたため批判を浴びた。
1986年にはターナー賞を受賞、2005年にはヴェネツィア・ビエンナーレのイギリス代表になっている。

## 日本での個展
1975年　「Dusty Corners」会場：アート・エージェンシー・トウキョウ（青山）
1978年　「New Photo-Pieces」会場：アート・エージェンシー・トウキョウ（青山）
1997年　「ギルバート&ジョージ : 現代イギリス美術界の異才 Gilbert & George: Art for All 1971-1992」会場：セゾン美術館（池袋）